# 伊格爾斯巴赫湖

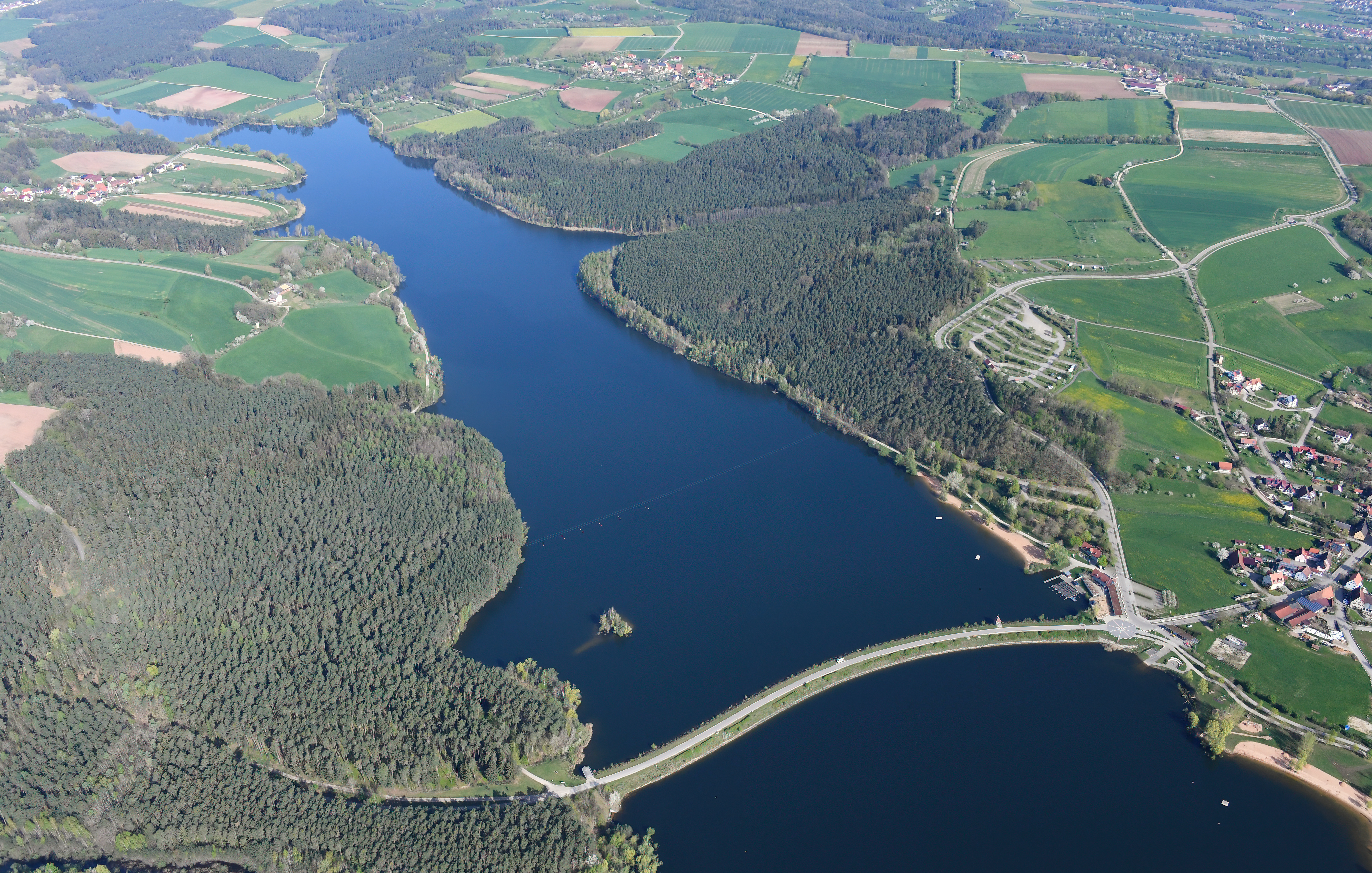

49°08′55″N 10°53′57″E / 49.148479°N 10.899124°E
伊格爾斯巴赫湖（德語：Igelsbachsee），是德國的湖泊，位於該國東南部，由巴伐利亞州負責管轄，處於魏森堡-貢岑豪森縣，長2.2公里、寬0.4公里，面積0.87平方公里，海拔高度411米。